# Alain Stanké
 (décembre 2012).
Ne doit pas être confondu avec Aloïs Stanke.
Alain Stanké (né Aloyzas-Vytas Stankevicius le 11 juin 1934 à Kaunas en Lituanie), est un journaliste, éditeur, écrivain et animateur de télévision québécois.

## Biographie
Alain Stanké est issu d'une famille lituanienne aisée. À 10 ans en 1944, Alain Stanké et sa famille sont déportés dans des camps de travail en Allemagne,. Il arrive en France à la fin de la guerre, en 1945, immigre au Canada en 1951, à 17 ans, et s'installe à Montréal, où il réside toujours. Marié à Marie-José Beaudoin, il est père de quatre enfants : Daniel-Alexandre, Brigitte, Claudie et Sophie. Il a ensuite épousé Josette Ghedin.
Alain Stanké a présidé le premier forum international Francophonie et travail de rue (2001) ainsi que de nombreuses campagnes de financement (L’Accueil Bonneau, Développement et Paix, La Bibliothèque Jeanne-Cypihot pour les aveugles, La Fondation québécoise pour l’alphabétisation et LOVE, organisme luttant pour l’éradication de la violence chez les jeunes). Depuis 1996, il est président du bureau des gouverneurs de la Fondation Travail sans frontières, organisme d’insertion sociale, pour laquelle il a créé la Télévision sans Frontières, télévision produite exclusivement par des jeunes de la rue. 
Dans le domaine social et culturel, il a été président du Gala Gutenberg pour l’excellence dans le monde du graphisme (2002) ; président des concours littéraires et artistiques des prisons fédérales du Québec (1990-1992) ; grand ambassadeur de la Rencontre des arts, (1997-2012) ; président de la Société des éditeurs de publications internationales d’Amérique (1977) ;  président du Comité culturel de la Fondation du Maire de Montréal pour la jeunesse (2000-2001) ; membre du jury de l’excellence en journalisme Judith-Jasmin (1984) ; président du jury du Festival international du film sur l’art (2005); membre du Comité consultatif pour la révision du serment de citoyenneté. (Citoyenneté et Immigration Canada – 1995) ;  et ambassadeur de Montréal Capitale Mondiale du livre (UNESCO 2006). Il a également siégé au sein du Comité consultatif de la fondation Historica-Dominion, au Comité d’études sur la politique culturelle fédérale canadienne (1980-1982) et au Comité consultatif des distinctions honorifiques (l'Ordre du Canada) (2009-2010).
Le fonds d'archives de Les éditions internationales Alain Stanké limitée est conservé au centre d'archives de Montréal de Bibliothèque et Archives nationales du Québec.

## Carrière

### Journaliste
Il a fait ses débuts dans le journalisme au Petit Journal et Photo Journal (1954) pour devenir pigiste (1961) à La Presse, Perspectives, Magazine Maclean's, et à Radio-Canada. Il a été correspondant canadien pour le quotidien France-Soir, où il a succédé à René Lévesque. Il a collaboré au Figaro Magazine durant dix ans.
Ses articles ont été diffusés à travers le monde par New York Times Syndicate.
Il fut le premier à interviewer l'ex-président Richard Nixon après sa démission, entrevue publiée pour le lancement du Figaro Magazine.

### Éditeur
Après avoir dirigé les Éditions de l'Homme (1961-1971), il lance les Éditions La Presse (1971) avant de fonder sa propre maison d'édition Les éditions internationales Alain Stanké (1975) et Stanké international (Paris), les Éditions Libre Expression (1976), propriétés de Québecor depuis 1997. Pendant ses 42 années de pratique du métier d'éditeur, Alain Stanké a publié plus de 2 000 titres dont  la toute première Encyclopédie du Canada (1987) ainsi que de nombreux auteurs de renom, dont : Gabrielle Roy, Marie-Claire Blais, Yves Thériault, Yves Beauchemin, Henry Miller, Pierre Elliott Trudeau, René Lévesque, Gérard Pelletier, Wilder Penfield, Victor-Lévy Beaulieu, Lobsang Rampa, Han Suyin, Hervé Bazin, Louis Pauwels, Richard Nixon, Mouamar Kadhafi, Fidel Castro, Isaac Asimov, Michel Jean.

### Animateur et producteur
À la télévision, après avoir produit les premiers sketchs à l'aide d'une caméra cachée pour les émissions de Radio-Canada Carrefour (1958-1959) et Rendez-vous avec Michelle (1959-1960). Il lance (1961) Les Insolences d'une caméra avec Fernand Seguin (Niagara Films) et l'aval du créateur de Candid Camera, Allen Funt. Les premières émissions sont animées par Doris Lussier. La suite de la série (1963-1967) est produite par Onyx films et animée par Paul Berval, Jacques Normand, puis coanimée par Pierrette Beaudoin et Alain Stanké.  À l’avènement de la télévision couleur, l'émission sera produite par Les productions audio-visuelles Stanké-Lamy (1985) puis Les productions Stanké Inc. (1986-1987). Toujours animée par Alain Stanké, la diffusion des Insolences s’est poursuivie (2001-2004) sur les ondes de la Télévision Quatre Saisons avec le concours des Productions Avanti Ciné-Vidéo.
Toutes ses productions antérieures à 2001 ont fait l'objet d'un don à la Cinémathèque québécoise.

## Écrits
- Un Mois Chez les Damnés. Préface de Jean-Charles Harvey. Montréal, Le Petit Journal. 1955.

- Le Journalisme Mène à Tout. En collaboration avec Arthur Prévost,  Montréal, Éditions du Saint-Laurent. 1960.

- Un Prêtre et son Péché. Montréal. Éditions de l’Homme.1961.

- A Priest and His Sin. Philadelphie (États-Unis). Pyramide Publishing. 1961.

- Toges, Bistouris, Matraques et Soutanes. En collaboration. Montréal. Éditions de l’Homme. 1962.

- La Rage des Goof Balls. Montréal. Éditions de l’Homme.1962.

- POURQUOI ET COMMENT CESSER DE FUMER. Montréal. Éditions de l’Homme. 1965.

- MONTRÉALITÉS. Montréal. Éditions de l’Homme. 1964.

- CENT ANS DÉJÀ ! Montréal. Éditions de l’Homme/ Éditions Radio-Canada. 1968.

- LES GREFFES DU CŒUR. En collaboration. Montréal. Éditions de l’Homme/ Éditions Radio-Canada. 1968.

- PRAGUE, L’ÉTÉ DES TANKS. En collaboration. Montréal. Éditions de  l’Homme. 1968.

- J’AIME ENCORE MIEUX LE JUS DE BETTERAVE. Montréal. Édittions  de l’Homme. 1969. Réédité sous le titre DES BARBELÉS DANS MA MÉMOIRE. Montréal. Éditions Internationales Alain Stanké. 1981. Paris. L’Archipel. 2004.

- SO MUCH TO FORGET. Toronto. Gage publishing. 1977.

- CE COMBAT QUI N’EN FINIT PLUS. (Biographie du Dr Armand Frappier). En collaboration avec Jean-Louis Morgan. Montréal. Éditions  de l’Homme. 1970.

- GUIDE DES VACANCES INUSITÉES. Montréal.  Éditions La Presse. 1974.

- PAX, LUTTE À FINIR AVEC LA PÈGRE. En collaboration avec Jean-Louis Morgan. Montréal. Éditions La Presse. 1972.

- RAMPA, IMPOSTEUR OU INITIÉ ? Montréal. Éditions La Presse. 1980.

- PIERRE ELLIOTT TRUDEAU, PORTRAIT INTIME. Montréal. Éditions Stanké/ Télé-Métropole. 1977.

- LE LIVRE DES LIVRES. Montréal. Éditions internationale nationales Alain Stanké. 1988.

- LITUANIE - L’INDÉPENDANCE EN PLEURS OU EN FLEURS. Montréal.Éditions internationales Alain Stanké. 1990.

- VIVE LA LIBERTÉ ! Montréal. Éditions internationales Alain Stanké.  1992.

- GUIDE PRATIQUE DES MONTRÉAL DE FRANCE. En collaboration avec Jean-Marie Bioteau. Les éditions internationales Alain Stanké. 1992.

- OCCASIONS DE BONHEUR. Montréal. Éditions internationales Alain Stanké. 1993. Nouvelle éditions augmentée. Montréal. Éditions Hurtubise HMH. 2008.

- JE PARLE PLUS MIEUX FRANÇAISE QUE VOUS ET J’TE MERDE ! Montréal. Éditions internationales Alain Stanké.1995.

- LIVRE - S. Qu’importe le livre pourvu qu’on ait l’ivresse. Aoste  (Italie).Éditions Misumeci. 1996.  Réédité aux Éditions Internationales Alain Stanké en 1997.

- LE RENARD APPRIVOISÉ. Montréal. Éditions internationales Alain  Stanké, 1987.

- MON CHIEN AVAIT UN ZAN. Montréal. Éditions internationales Alain  Stanké. 1998. Réédité sous le titre Y A-T-IL UNE VIE APRÈS LA GUERRE ? Paris. L’Archipel. 2005.

- MOTOBIOGRAPHIE - ou le joyeux testament de LA PALME. Montréal. Éditions internationales Alain Stanké. 1997.

- PETIT MANUEL DU PARFAIT ENTARTEUR. En collaboration avec  Daniel Pinard. Montréal. Éditions internationales Alain Stanké. 1999.

- CONTE À RÉGLER AVEC LE TEMPS. Montréal. Éditions Alexandre Stanké. 1999.

- MALHEUREUSEMENT, C’EST TOUT LE TEMPS QUE NOUS AVONS. Montréal. Éditions de l’Homme. 2007.

- LE FRANÇAIS A CHANGÉ MA VIE. Montréal. Les éditions Michel Brûlé. 2009.

- CECI N’EST PAS UN ROMAN, C’EST MA VIE. Montréal. Les éditions Michel Brûlé. 2010.

- PROVERBES ET CITATIONS QUI FONT DU BIEN. Montréal. Les Éditions Michel Brûlé.m2010.

- COMPLÈTEMENT LIVRE. Montréal. Éditions de l’Homme. 2001.

- ROMANS DES BOIS. Montréal. Les Éditions de l’Homme. 2011.

- LE TUEUR - confessions d’un ex-tueur à gages.  Montréal. Éditions du  Carré. 2004.

- LE RENARD APPRIVOISÉ (réédition) Montréal. Robert Soulières, éditeur. 2013.

- LA POLITIQUE ? VOUS VOULEZ RIRE ? Montréal. Del Busso. 2012.

- HISTOIRES VÉCUES DU DÉBARQUEMENT. En collaboration avec Jean-Louis Morgan. Paris. L'Archipel. 2014.

- LE RÉSEAU SHELBURN. En collaboration avec Jean-Louis Morgan. Paris. L'Archipel. 2017.

- LES BELLES HISTOIRES D'UNE SALE GUERRE.  Paris. Hugo doc. 2020.

## Expositions
Durant ses loisirs, Alain Stanké s'adonne à la sculpture sur bois. En 2012, la totalité des œuvres a fait l’objet d’un don au Musée québécois de culture populaire (Trois-Rivières). Ses œuvres ont fait l'objet de nombreuses expositions à travers le monde, entre autres :
- Salon du livre de Montréal (1995)

- Inauguration de la Bibliothèque Nationale d'Aoste. (Italie) 1996.

- Rencontre des Arts. St-Jean-sur-Richelieu. 1997.

- Ferio Internacional del lobro. Guadelajara. Mexique. 1997.

- Universidad Autonoma Metropolitana-Xochimilco. Mexique. 1998.

- Galeria Artesipral. (Sous les auspices de la Délégation générale du Québec). Mexico.1998.

- Casa de la Primera Imprenta de America. (Sous les auspices de l’Instituto  National de Bellas Artes de Mexico)1998.

- Salon du livre de Québec. 1998.

- 19e Salon du Livre. Paris. 1999.

- Universidad Autonoma de Mexico. Aguascalientes. Mexique. 2000.

- Universidad Michaocana de San Nicolas de Higaldo-Morella. Mexique. 2000.

- San Miguel de Allende. Guanajuato. Mexique. 2000.

- Universidad de Guanajuato. Mexique. 2001.

- Universidad Autonma del Estado de Mexico-Toluca. 2001.

- Galerie Le Balcon d’Art. St-Lambert. 2002.

- La galerie d’art Drummond. Drummondville. 2002

- La Maison de VLB. Trois-Pistoles. 2002.

- UNESCO. Vilnius (Lituanie). 2003.

- Montréal Capitale mondiale du livre. Place des Arts et Hôtel de Ville de Montréal. 2005.

- Musée québécois de culture populaire. Trois-Rivières. 2011.

- Bibliothèque municipale de Mont-Tremblant. 2011.

- La Maison de l’Arbre. Jardin botanique de Montréal 2012-2013.

## Distinctions
- 1967 - Wilderness Award remis pour Cent ans déjà ! jugé meilleur documentaire humain de l'année de la télévision canadienne.
- L'Accord et le gouvernement du Québec lui remettent un parchemin honorifique pour sa contribution exceptionnelle rayonnement du Québec dans les domaines de l'édition et du journalisme.
- 1992 - Médaille de la Confédération.
- 1993 - Prix de Communication et Leadership de Toastmaster international pour couronner son travail à titre de chef de file pour le district de Québec-Ontario-New York.
- 2002 - Médaille du jubilé d'or d'Élisabeth II.
- 2003 - Chevalier de l'Ordre national du Québec[9]
- 2006 - Prix Fleury-Mesplet, prix décerné pour sa contribution progrès de l'édition au Québec[10].
- 2012 - Médaille du jubilé de diamant d'Élisabeth II.
- 2023 - Croix d'officier de l'ordre "Pour les mérites rendus à la Lituanie".